# Tallac Records
SDM (rappeur)
Pour les articles homonymes, voir Tallac.
Tallac Records est un label discographique français basé à Meudon. Il est fondé en 2004 par le rappeur Booba. Booba lance deux nouveaux labels : 92i Records en musique rap et 7 Corp en musique urbaine. Puis en 2020, La Piraterie Music.

## Histoire

### Débuts et succès (2004–2014)
Après avoir quitté le label 45 Scientific, Booba crée sa propre maison de production Tallac Records qui est lancé le 20 janvier 2004. Le nom du label s'inspire du mont Tallac aux abords duquel habite Bouba le petit ourson dans la série d'animation éponyme. À sa création, le label signe un contrat en licence avec le label Barclay, filiale d'Universal Music France. Le premier projet du label est l'album Panthéon. Nessbeal devait à l'origine sortir son premier album avec Tallac mais il quitta le label. En 2009 sort le premier album studio de Mala Himalaya, l'album comprenant la participation du 92i (Booba, Bram's, Djé) et Busy Signal, mais l'album ne rencontrera pas le succès attendu. À la fin 2008, le contrat qui liait Tallac avec Barclay prend fin après la sortie de 0.9. Le label Tallac signe en 2009 un contrat de distribution avec le label indépendant Because Music, qui permet la sortie de trois opus : Autopsie Vol. 3, Lunatic et Autopsie Vol. 4. 
En 2012, le label se désengage de Because Music pour signer un nouveau contrat de distribution avec le label AZ, filiale d'Universal Music Escobar. À la suite de l'album Futur le label est rattaché à Capitol Music France via AZ.  En juillet 2014, Mala quitte le label pour lancer le sien, OG (Original Gangster). En 2013, Booba annonce fièrement la signature de Shay, et la production de son album sur lequel ils travaillaient conjointement. Finalement, la rappeuse signera au label Jolie Garde Records.

### 92i Records
En 2015, Booba devient le seul artiste au sein de Tallac Records. Le label compte au total cinq albums produits et quatre mixtapes de Booba, ainsi que l'album solo de Mala, son acolyte au sein du 92I. En 2015, Booba crée un nouveau label, 92i , ou 92i Records. Le label se présente désormais comme une filiale d'AZ/Capitol, Universal, Tallac Records. En décembre 2014, Booba signe Shay au label, En février 2015, Booba annonce la signature du groupe des Hauts-de-Seine 40000 Gang. En avril, le rappeur Siboy rejoint le label puis Damso. En juin 2015, le groupe 40000 Gang (Benash, Alox, Darki, Vesti, Elh Kmer, Braki) publie sa mixtape Anarchie, le groupe se sépare et quitte le label en octobre 2015. Seul Benash et Darki resteront au sein du label 92i.
La seconde sortie du label est l'album Batterie faible de Damso en juillet 2016. L'album sera certifié disque d'or en 4 mois et donnera une notoriété importante à Damso. 
L'album de Shay Jolie Garce sort le 2 décembre 2016, l'album est certifié disque d'or. Le 31 mars 2017 sort l'album de Benash CDG (qui signifie Chef de Guerre) avec comme invité Booba, Alonzo, Darki, Siboy, Damso et Shay, l'album est certifié disque d'or. L'album de Damso, Ipséité, sort le 28 avril 2017 et cet album est son second disque d'or[réf. nécessaire] (aujourd'hui disque de diamant). L'album de Siboy, Spécial, sort le 30 juin 2017 ; il n’intègre pas les titres Éliminé et Mula (feat. Booba) au projet, l'album est certifié disque d'or. Le 15 juin 2018 sort l'album de Damso Lithopédion (aujourd'hui triple disque de platine) le dernier sous le label 92i après son départ. Escobar sort le 11 octobre 2019 son 2ème album NHB. Siboy publie sont 2ème album Twapplife le 7 novembre 2019. Benash quitte le label.
Il signe par la suite SDM, rappeur de Clamart avec qui il collabore sur le titre La Zone. Puis le Belge Green Montana qui sortira son premier album Alaska. Ensuite, le rappeur Bilton qui sortira 3 singles et le morceau "Chicha Menthe" en feat avec Booba. Également la chanteuse Elia. Et enfin le rappeur Sicario qui a sorti 5 singles dont 2 feats avec Booba « WA » et « YAMANAKA ».
Usky sera également présenté 

### 7 Corp
Début 2018, Booba lance avec sa manageuse Anne Cibron et Capitol un second label 7 Corp qui a pour but de produire de nouveaux artistes de musique urbaine.
Bramsito est la première signature du Label, et qui compte déjà 2 albums. Prémices sortie en mai  2019, qui peut compter sur l'énorme succès du single Sale Mood en feat avec Booba certifié single de diamant. Losa sortie en juillet 2020, qui contient les featuring de Naza, Niska, Leto, Timal ou encore Naps.
Dixon, Lestin, Nadjee et KRN sortent quant à eux des singles régulièrement, et généralement accompagnés de clips.
Nadjee et Bramsito quittent le label respectivement fin 2020 et mi 2022. Ce dernier aura sorti 3 albums avec des succès relatifs.
Lestin quitte lui aussi le label courant de l'année 2022.
Artistes 7 Corp : 
- Dixon
- KRN

### 92i Africa
En 2021, Booba crée un nouveau label intitulé 92i Africa avec la signature de Didi B (du Groupe Kiff No Beat) ainsi que Dopeboy DMG. Ce label va se concentrer sur des artistes basé en Afrique, Didi B étant de la Côte d'Ivoire et Dopeboy DMG du Sénégal.
En 2023, Jolie signe a son tour sur le label 92i Africa. 
- Dopeboy DMG
- Jolie

Didi B ne sera plus un artiste 92i Africa à la suite d'un conflit avec Booba, qui lui reproche ses multiples collaborations "douteuses" tels que Franglish.

### La Piraterie Music
En octobre 2020, Booba crée un nouveau label nommé La Piraterie Music en distribution avec Because Music. Il signe les rappeurs JSX (Pantin, 93) et Dala (Mantes la Jolie, 78). JSX sort des 2 premiers singles, Pompéii en feat avec Booba, ainsi Ratpis, tous 2 clipés.
Dala, quant à lui sort un premier freestyle Invincible sur les plateformes de téléchargement.
Feejoke sera la touche féminine du label et Gato Da Bato, qui accompagne Kopp depuis de nombreuses années, sera également sur le bateau pirates puisqu'il sortira le 2ème projet du label après Dala.
Dala quitte le label à la suite d'une histoire de violence avec sa bookeuse.
Max, un jeune rappeur au style tranchant signe à son tour.
Artistes actuels PIRATERIE MUSIC :
- JSX
- Max
- Feejoke
- Gato Da Bato

## Artistes

### Artistes actuels 92i
- Booba
- Elia
- Sicario
- Usky
- Chaax
- RoniOblock
- Keman

### Anciens artistes
- SDM (fin 2025)[16]
- Nessbeal (2004-2005)
- Sir Doum's (2004-2005)
- Issaka (2004-2006)
- Bram's (†) (2004-2011)
- Mala[17] (2004-2014)
- Djé[17] (2007-2013)
- 40000 Gang (2014-2015)
- Alox* (2014-2015)
- Elh Kmer* (2014-2015)
- Vesti* (2014-2015)
- Braki* (2014-2015)
- Darki* (2014-2018)
- Le Cam(2014-2019)
- Benash* (2014-2020)
- Shay (2014-2017)
- Damso (2016-2018)
- Siboy (2015-2020)
- Nadjee (2019-2020)
- Bramsito (2018-2021)
- Bilton 2022

### Albums studio
- 2004 : Panthéon - Booba (Tallac, Barclay, Universal)
- 2006 : Ouest Side - Booba (Tallac, Barclay, Universal)
- 2008 : 0.9 - Booba (Tallac, Barclay, Universal)
- 2009 : Himalaya - Mala (Tallac, Addictive Music)
- 2010 : Lunatic - Booba (Tallac, Because)
- 2012 : Futur - Booba (Tallac, AZ, Universal)
- 2015 : D.U.C - Booba (Tallac, AZ, Capitol, Universal)
- 2015 : Nero Nemesis - Booba (Tallac, AZ, Capitol, Universal)
- 2016 : Batterie faible - Damso (92i, AZ, Capitol, Universal)
- 2016 : Jolie Garce - Shay (92i, AZ, Capitol, Universal)
- 2017 : CDG - Benash (92i, AZ, Capitol, Universal)
- 2017 : Ipséité - Damso (92i, AZ, Capitol, Universal)
- 2017 : Spécial - Siboy (92i, Capitol, Universal)
- 2017 : Trône - Booba (Tallac, 92i, Capitol, Universal)
- 2018 : Lithopédion - Damso (92i, Capitol, Universal)
- 2019 : Prémices - Bramsito (7 Corp, Capitol, Universal)
- 2019 : NHB - Benash (92i, Capitol, Universal)
- 2019 : TWAPPLIFE - Siboy (92i, Capitol, Universal)
- 2020 : Losa - Bramsito (7 Corp, Capitol, Universal)
- 2020 : Alaska - Green Montana (92i, Capitol, Universal)
- 2021 : ULTRA - Booba (Tallac, 92i, Capitol, Universal)
- 2021 : OCHO - SDM (92i, Capitol, Universal)
- 2021 : Substance - Bramsito (7 Corp, Capitol, Universal)

- 2021 : Melancholia 999 - Green Montana
- 2021 : OCÉAN - Elia
- 2022 : History Mojotrone II - Didi B
- 2022: Nostalgia + - Green Montana
- 2022: MLJ Hills - Dala
- 2022: Diego Soda - Gato Da Bato
- 2022: Liens du Sang - SDM
- 2023: Mental - Dopeboy DMG
- 2023: B.I.L - Bilton
- 2023: Équinoxe - KRN
- 2023: Solstice - KRN
- 2023: Rétina - USKY
- 2023: Silence - Sicario
- 2023: Antebellum - JSX
- 2024: Ad Vitam Aeternam- Booba
- 2024: Saudade - Green Montana
- 2024: Anhédonie - USKY
- 2024: Enigma - DopeBoy DMG
- 2024: Kaizen - Chaax
- 2024: ALVALM - SDM
- 2024: Héroïne - Elia
- 2025 : Noura - USKI
- 2025: - Roni0block
- 2025: - Sicario

### Rééditions
- 2013 : Futur 2.0 - Booba (Tallac, AZ, Capitol, Universal)

### Mixtapes
- 2005 : Autopsie Vol. 1 - Booba (Tallac, Musicast)
- 2007 : Autopsie Vol. 2 - Booba (Tallac, Addictive Music)
- 2009 : Autopsie Vol. 3 - Booba (Tallac, Because)
- 2011 : Autopsie Vol. 4 - Booba (Tallac, Because)
- 2015 : Anarchie - 40000 Gang (92i, AZ, Capitol, Universal)
- 2017 : Autopsie 0 - Booba (Tallac, Capitol, Universal)